# Jean-Michel Lachot
Jean-Michel Lachot est un footballeur français né le 9 février 1935 à Lille (Nord). Ce joueur évoluait au poste d'attaquant.

## Biographie
Il inscrit 24 buts en Division 2 lors de la saison 1960-1961. Il portait le numéro 9.
Il joue son premier match en Division 1 le 19 août 1961 lors de la rencontre Strasbourg-Angers (score : 2-1).

## Carrière de joueur
- 1958-1959 : AS Troyes-Savinienne
- 1959-1961 : AS Cannes
- 1961-novembre 1961 : RC Strasbourg
- novembre 1961-1962 : FC Sochaux
- 1962-novembre 1963 : FC Rouen
- novembre 1963-1965 : Lille OSC
- 1965-1966 : AS Cannes
- 1966-1971 : Association Sportive Clermont-Ferrand
- 1971-1972 : Ambert Puy de Dôme

## Palmarès
- Champion de France D2 en 1964 avec le Lille OSC
- 1re attaque de D2 en 1961 avec l'AS Cannes (71 buts)
- 2e buteur de D2 en 1961 avec l'AS Cannes (24 buts)